# ダニエル・ヒュー・ケリー
ダニエル・ヒュー・ケリー（Daniel Hugh Kelly、1952年8月10日 - ）は、アメリカ合衆国の俳優。

## 出演作品
- ディフェンダー
- ダークサマー（トンプソン医師）
- チルファクター
- デンジャラス・ウーマン
- 栄光へのダンクシュート
- LAW & ORDER　ロー＆オーダー シーズン9
- フロム・ジ・アース　［人類、月に立つ］
- デニス・ロッドマン　ストーリー
- スター・トレック／叛乱
- アトミック・ドッグ
- ダニエル・スティール／タイタニック
- LAW & ORDER　ロー＆オーダー シーズン5
- バッド・カンパニー／欲望の危険な罠
- ケニー・ロジャースの探偵物語2
- 危険な遊び
- 虚偽／シチズン・コーン
- 怒りの裁き
- 誰かに見られてる
- 探偵ハード&マック（マーク・“スキッド”・マコーミック）
- クジョー